# Bestwina
Bestwina [bɛstˈfʲina] é uma aldeia localizada no condado de Bielsko-Biała, voivodia de Silésia, no sul da Polônia. É a sede da região administrativa de Bestwina. A aldeia tem uma população de 1 273 habitantes.